# Gümüshtekin
Gümüshtekin (... – 1177) fu un eunuco che ricoprì alte cariche nell'impero degli Zengidi.
Norandino, atabeg di Aleppo, lo nominò suo luogotenente a Mosul, in Iraq. Dopo la morte di Norandino nel 1174, Gümüshtekin assunse la reggenza del figlio minorenne del sovrano defunto, al-Malik al-Ṣāliḥ Ismāʿīl, e lo portò con sé da Damasco ad Aleppo. Si alleò con il cugino di al-Ṣāliḥ, Saif al-Dīn Ghāzī II di Mosul, contro Ibn al-Muqaddam, il quale aveva assunto il controllo di Damasco. 
Ibn al-Muqaddam cercò l'aiuto del sultano ayyubide Saladino, cedendogli il possesso della città. Al-Ṣāliḥ gli concesse i proventi che derivavano dalla iqta' (una tassa agricola) di Ḥārim (Harenc), una città della Siria settentrionale.
Gümüshtekin, in veste di governatore di Aleppo e delle terre vicine, strinse un accordo con Boemondo III di Antiochia per liberare Rinaldo di Châtillon, insieme a Joscelin III di Edessa e tutti gli altri cristiani fatti prigionieri nel 1176. Dopo che Gümüshtekin ebbe fatto assassinare il visir di al-Ṣāliḥ per ottenere maggiore influenza sul ragazzo, fu torturato e giustiziato presso le mura di Ḥārim per le sue trattative con i crociati nel settembre del 1177.